# Hipposideros dyacorum
Hipposideros dyacorum är en fladdermusart som beskrevs av Thomas 1902. Hipposideros dyacorum ingår i släktet Hipposideros och familjen rundbladnäsor. IUCN kategoriserar arten globalt som livskraftig. Inga underarter finns listade i Catalogue of Life.
Arten förekommer på Malackahalvön och på Borneo. Den lever där i regnskogar i låglandet eller i låga bergstrakter upp till 900 meter över havet. Hipposideros dyacorum vilar i grottor, under klippor och i trädens håligheter.
Pälsen på ovansidan varierar mellan gråbrun och orange. På undersidan förekommer lite ljusare päls i samma färg. Typiskt är de trattformiga öronen med mörka kanter. Ansiktets lägre delar är nästan nakna med rosa hud och dessutom har bakbenen en rosa färg. Arten har 38 till 42 mm långa underarmar, en 19 till 24 mm lång svans, 15 till 18 mm långa öron och en vikt av 5 till 7,5 g. Hudflikarna på näsan (bladet) utgörs endast av en skiva med några knölar. Tydliga utskott saknas.
Vid viloplatsen bildas ibland kolonier som kan ha hundra eller några fler medlemmar. Hipposideros dyacorum fångar sina byten under flyget.